# Кранонас
Кранонас (на гръцки: Κραννώνας; на старогръцки: Κραννών) е село в Тесалия, Гърция. След реформата на местното самоуправление от 2011 г. дем Кранонас, чийто център е селото, става част от дем Килелер.

## География
Намира се югозападно от регионалната столица Лариса и северно от Фарсала на пътя между Паламас и Кардица.

## История
Кранон е античен полис управляван от Скопадите, които са клон на Алевадите от Лариса. Край Кранон в античността се разиграва решителната битка при Кранон на Ламийската война.